# Стивен Францескакис
Стивен Францескакис (енгл. Stephen Frantzeskakis; 1995) аустралијски је фудбалер.

## Каријера
Францескакис је наступао за АФС Сентрал у Аустралији, пре него што је као осамнаестогодишњак прешао у редове шпанске Корнеље, 2013. године. По повратку у Аустралију, Францескакис је био члан тамошњих клубова Оуклеј Канонса и Бокс Хил јунајтеда. Почетком 2019, Францескакис је приступио српском клубу Синђелићу из Београда, са којим је потписао свој први професионални уговор до краја сезоне 2018/19. Недуго затим лиценциран је за такмичење у Првој лиги Србије, а задужио је дрес са бројем 12. За клуб је дебитовао у 34. колу, одигравши читаву утакмицу против Јавора из Ивањице.